# Eisrennen

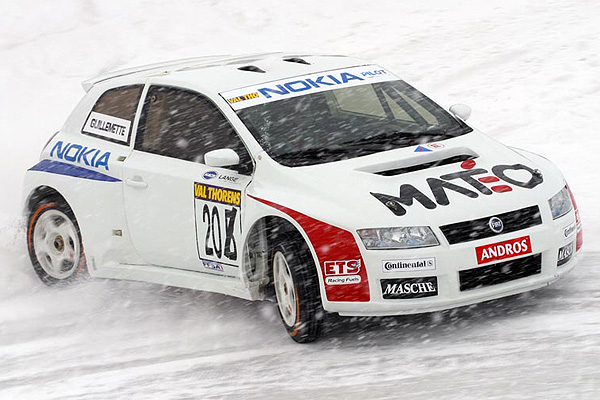
Fiat Stilo mit Allradantrieb und -lenkung bei einem Rennen der Trophée Andros

Die in Frankreich überaus populären Eisrennen der sogenannten Trophée Andros haben ihre Wurzeln im Rallyesport. Bereits Anfang der 1970er Jahre wurden in den französischen Seealpen in den Wintersportzentren Chamonix und Serre Chevalier Pkw-Eisrennen mit damals noch relativ zahmen Rallyeautos bestritten. Später entwickelten die Teilnehmer dafür weitaus effizientere Fahrzeuge; für die Andros-Trophäe fast ausschließlich sehr potente Prototypen mit Allradantrieb und einer Synchron-Lenkung der Vorder- und Hinterräder.

## 24h de Chamonix, IRSI- und Andros-Serie

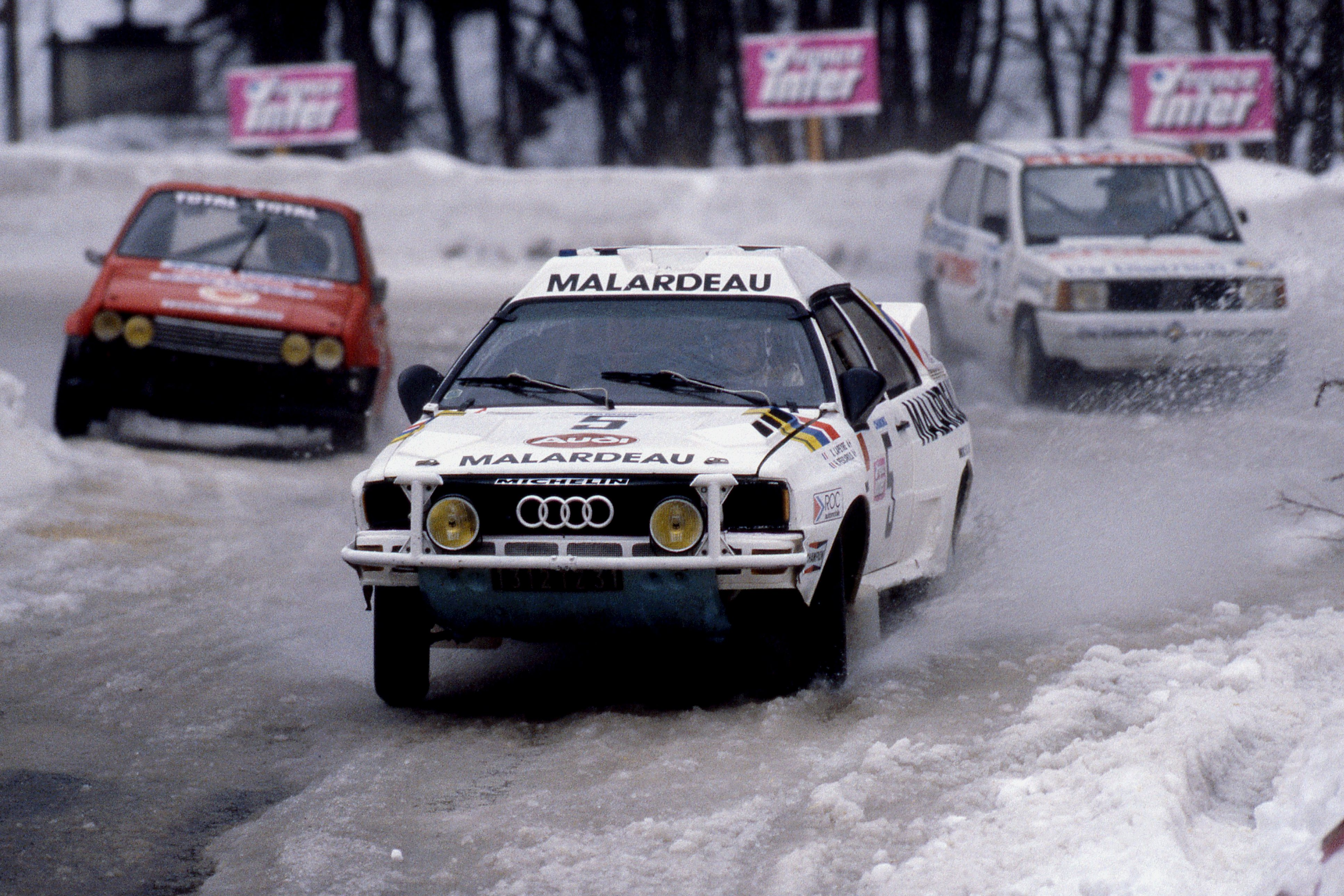
Henri Pescarolo im ROC Audi quattro mit Hochdach für die Rallye Dakar 1984/1985 bei den 24h de Chamonix des Jahres 1985

Die 24 Heures sur Glace de Chamonix (dt. 24 Stunden auf Eis von Chamonix), im Jahre 1970 auf dem 1350 Meter langen Circuit de Grépon in Chamonix als 1ère Ronde Hivernale erstmals ausgetragen, waren für lange Zeit eine eigenständige Veranstaltung, mit zumeist nur sechs Rennen von jeweils 40 Minuten innerhalb von 24 Stunden. Während sie aber, gemeinsam mit der missglückten FIA-„Weltmeisterschaft“ namens Ice Race Series International (IRSI), im Januar 2004 überraschend vom Motorsport-Terminkalender verschwand, ist es um die Andros-Serie seit ihrem Debüt im Jahre 1990 glänzend bestellt. Initiiert wurde sie vom Ex-Rallycrosser Max Mamers (Französischer Rallycross-Meister 1982 und 1983 auf Talbot Matra Murena), in Kooperation mit dem Dauer-Sponsor Andros (ein Kompott- und Konfitüren-Hersteller), und erfreut seitdem jeden Winter zigtausende Zuschauer an den Eispisten in Frankreich und Andorra sowie weitere hunderttausende Fernsehzuschauer in aller Welt. Die Andros-Trophäe wurde zwischen 1996 und 2006 insgesamt zehnmal von Yvan Muller gewonnen, in den Jahren 2007 und 2008 konnte der Ex-F1-Pilot Alain Prost sie erobern.
Die von dem ehemaligen französischen Rallyefahrer Franz Hummel (Veranstalter der 24h de Chamonix) initiierte und von der FIA anerkannte IRSI-Serie wurde 2001 erstmals organisiert und sollte im Debütjahr über fünf Läufe verfügen. Die Rennen in Chamonix, Sherbrooke (Kanada) und Kuopio (Finnland) fanden auch tatsächlich statt, doch die Läufe von Oschersleben (Deutschland) und Kiew (Ukraine) wurden aufgrund zu milder Wetterverhältnisse relativ kurzfristig abgesagt. Im Jahre 2002 gab es erneute Terminprobleme; während Chamonix und Sherbrooke zwei der insgesamt vier Rennen durchführten, fielen Oschersleben und der Lauf von Saint Rhémy-en-Bosses (Italien) aus. Für 2003 waren nur noch drei Wertungsläufe geplant, Chamonix und Saint Rhémy-en-Bosses fanden statt, das Rennen in Sankt Petersburg (Russland) nicht. Anfang 2004 kam dann das endgültige Aus. Nach dem Lauf in Livigno (Italien) mussten sowohl Chamonix als auch Saint-Eustache (Kanada) abgesagt werden – und die FIA-Eisrennserie war zu einem Intermezzo der Automobilsport-Historie geworden.

## Eisrennen in Nordeuropa

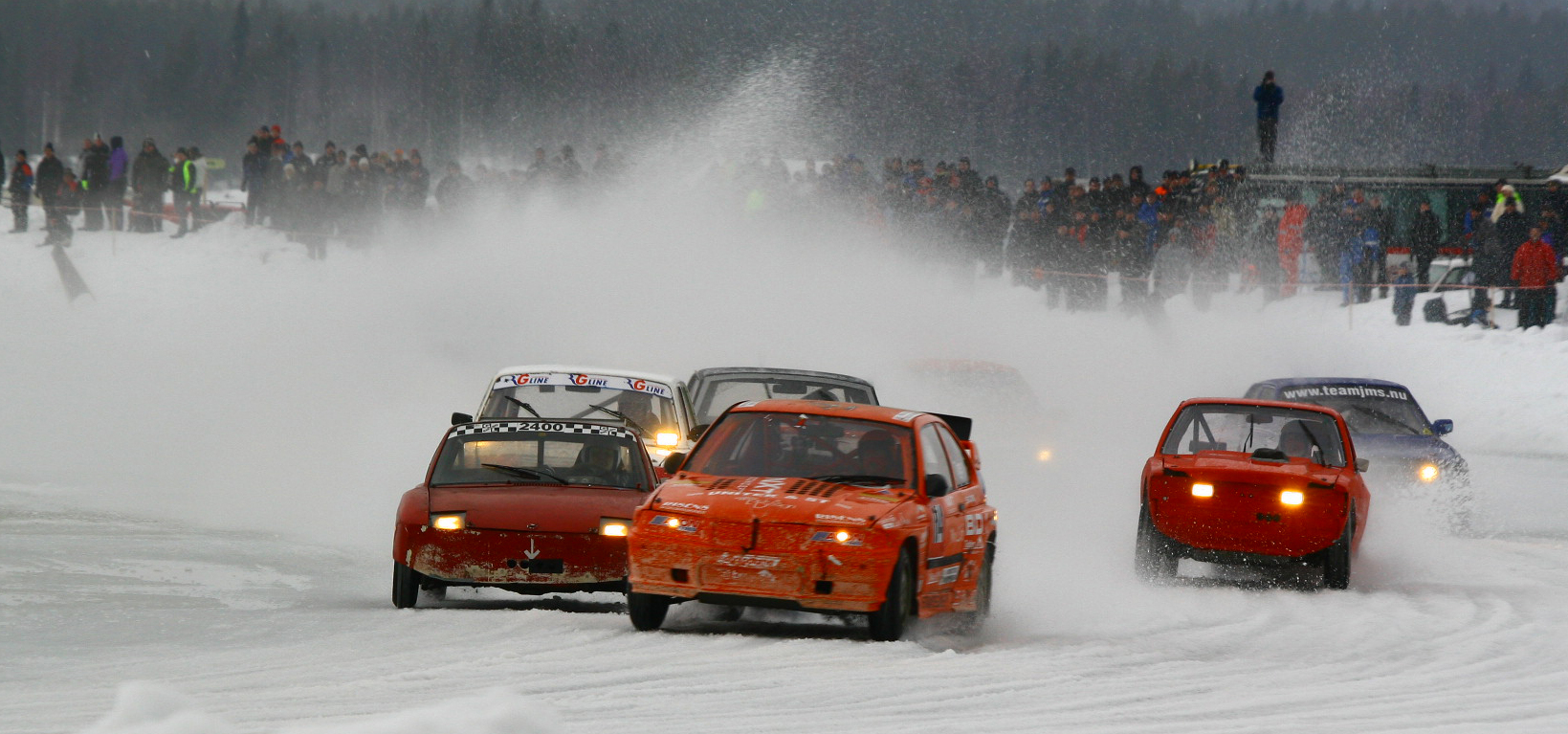
2007: Fredrik Tiger (BMW), Schwedens Långnabb-Eismeister.

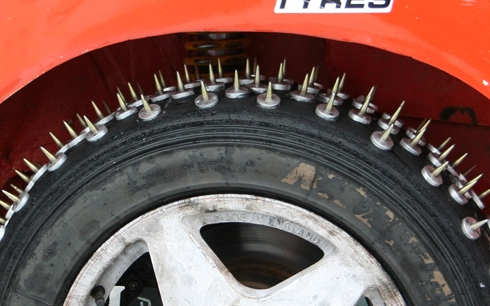
Ein Långnabb-Spikesreifen.

In Norwegen, Schweden und Finnland werden Eisrennen zumeist mit Rallycross- und Rallye-Autos in besonders strengen Wintern auf zugefrorenen Seen organisiert. Dabei verwenden die Rennfahrer spezielle Spikesreifen, deren Nägel bis zu 25 mm lang (schwed. Långnabb) sind. Dadurch werden extrem hohe Kurvengeschwindigkeiten gänzlich ohne Drifts erzielt, krallen sich die Spikes doch im Eis fest und verhindern somit jegliches Verrutschen der Räder. Die Grenzen der Traktion werden dann einzig durch die Schwerkraft gesetzt; die Rennwagen durchfahren Kurven zumeist auf zwei Rädern – und wenn es der Pilot nur minimal übertreibt, ist ein einzelner oder eher mehrfacher Überschlag seines Fahrzeugs unvermeidlich.

## Eisrennen im Alpenraum

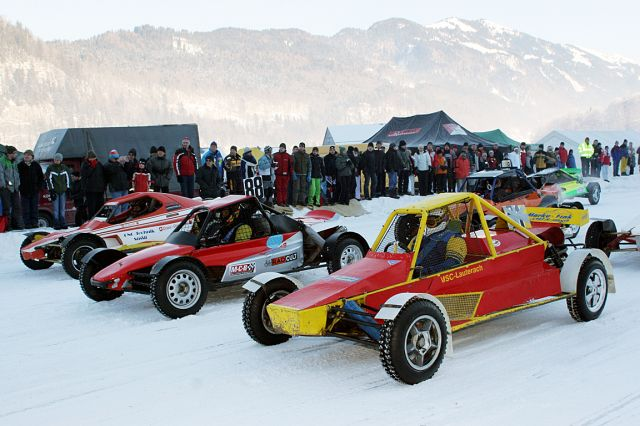
Autocrosser am Start zu einem Eisrennen in Reuthe (Januar 2006)

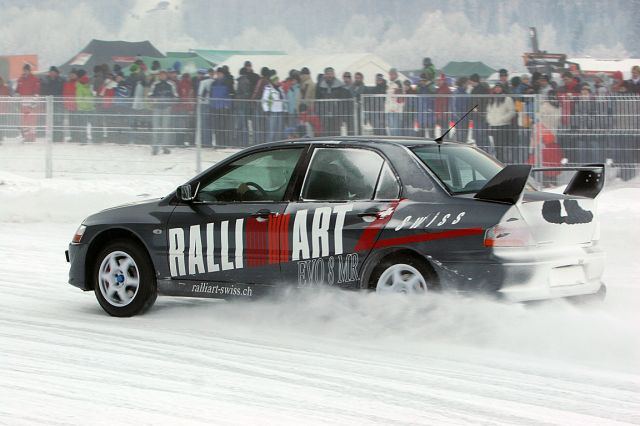
2006: Ein Mitsubishi Lancer Evo beim Eisrennen im Bregenzerwald

Im Alpenraum kennt man, neben den Seealpen-Läufen zur Andros-Eisserie, auch noch einige Einzelwettbewerbe. Für mehrere Jahre war der Dolomiten-Wintersportort Piancavallo im Friaul das Mekka italienischer Eisrennfahrer.
In den Jahren 2005 und 2006 wurde in Reuthe bei Bezau im Bregenzerwald von dem österreichischen Rallycross-Fahrer Edy Schuster ein Eisrennen für diverse Motorrad- und Autoklassen veranstaltet, bei dem u. a. auch sogenanntes Skijöring demonstriert wurde. Im Januar 2006 gab es dann auch im nahe gelegenen Krumbach ein weitgehend identisches Event. Die für Januar 2007 erneut geplanten Veranstaltungen in Krumbach und Reuthe sowie die für Januar 2008 und Januar 2009 terminierten Eisrennen in Reuthe, Krumbach und Langen bei Bregenz mussten wegen der milden Winter zuerst verschoben und letztlich doch abgesagt werden, wurden jedoch auch für 2010 wieder ins Auge gefasst.